# Racconti estremi
Racconti estremi è un'antologia manga di one-shot bara dell'autore Gengoroh Tagame. Oltre all'esplicito contenuto erotico omosessuale vi sono forti elementi di sadomasochismo e violenza in generale. La raccolta è stata pubblicata in Italia dalla casa editrice Black Velvet nella collana Kinjiki nel 2009.

## Trama

### Masochista
Un uomo abituato a masturbarsi segretamente in un conbini viene scoperto dal commesso. Da quel giorno i due seguitano a vedersi nell'orario notturno perché il masochista possa masturbare il commesso Takuya e questi umiliare l'uomo per la gioia di quest'ultimo.

### Patriottismo – L'esercito dei volontari delle lacrime
Il giovane Kazuki decide di arruolarsi come volontario nell'esercito. Durante la visita medica, il dottore gli diagnostica una spiccata "indole alla lascività" motivo per cui sarà collocato in un reparto speciale. Presto il ragazzo scopre però di essere diventato un semplice strumento del piacere per gli alti ufficiali che abusano più volte di lui e dei giovani nella sua stessa condizione.

### Gigolo
Takuya viene posto su uno sgabello e gli viene legato un cappio al collo; il responsabile è il fratello yakuza della sua ragazza. Sotto gli occhi della giovane il mafioso abusa del ragazzo che, dopo i maltrattamenti e la violenza carnale, implora l'uomo di unirsi ancora a lui. Lo scopo dello yakuza è fare giustizia alla sorella Erika che ha speso molto denaro per il compagno e dimostrarle che Takuya non è altro che un avido omosessuale.  Dopo la tortura rende il giovane un gigolo affinché ripaghi col suo corpo il suo debito.

### Burattinaio
Un liceale per vendicarsi dei bulli che lo perseguitano sperimenta su di loro il raggio capace di rimpicciolire inventato da lui stesso. Nel processo viene miniaturizzato anche un professore venuto in soccorso del giovane. Salvato l'uomo e portatolo con sé a casa, lo studente gli racconta quanto accaduto e che ancora non vi è modo di riportarlo alla sua grandezza originaria. Trovatosi finalmente solo assieme al suo professore preferito, il ragazzo gli dichiara di aver sempre avuto un debole per lui e lo costringe a masturbarsi di fronte a lui, promettendogli di farlo tornare normale solo in cambio della sua totale obbedienza.

### Gastrite da stress nervoso
Un dirigente di una azienda soffre di dolorose fitte allo stomaco. Un giorno ne parla con un giovane clochard con cui ha stretto amicizia e i due finiscono presto per andare a letto insieme. Dichiaratisi l'un l'altro, alla fine del rapporto l'uomo scopre che la gastrite gli è completamente passata. Questo è l'unico racconto di tutta la raccolta a non presentare scene di tortura.

### Patibolo
Nel Medioevo un cavaliere accusato di aver violato una vergine viene condotto al patibolo e prima della pena capitale torturato di fronte al popolino. Il boia usa su di lui pere rettali e falli di leghe metalliche sino a lacerare il retto dell'uomo che al momento della decapitazione viene salvato dalla parola del re. Questi, ben consapevole che il delitto di violenza sulla giovane è stato compiuto dal proprio figlio, conduce il cavaliere nelle segrete a lì lo lascia morire lentamente, impiegando macchine da tortura.

### Chigo
Nell'antico Giappone l'efebico Matsuoka chiede al suo senpai di accompagnarlo a vedere uno spettacolo ad Asakusa dato che da solo viene spesso molestato. Durante la danza erotica di un travestito, è proprio il senpai a ricevere molestie dagli altri spettatori e quando tutti in sala scoprono dell'accaduto i presenti chiedono di assistere ad un rapporto sessuale completo. Come compagno del giovane uomo si presenta Matsuoka ed i due danno spettacolo unendosi di fronte alla folla eccitata. Riflettendo sull'accaduto, i due si chiedono poi se non sia stato meglio stringere un rapporto nenja-chigo (attivo passivo) diverso da come avevano sinora immaginato.

### Confessione
Il commissario Mine viene chiamato in un albergo di lusso dallo yakuza Shingo. Immaginando che il ragazzo voglia pentirsi Mine rimane stupito quando questi lo addormenta, lo lega al letto e si unisce a lui. Raccontandogli la sua triste storia, Shingo gli confessa di essere stato violentato dal padre ripetutamente sino a che, prostituitosi, un capoclan yakuza lo ha preso sotto di sé; ora che è subentrato al comando il figlio del capo, non vi è più posto nell'organizzazione per Shingo che ha deciso di impiegare i suoi risparmi per una notte di fuoco assieme all'uomo che ha sempre amato: il commissario Mine. Dopo queste rivelazioni il giovane somministra al commissario un sonnifero. Quando Mine riprende i sensi i suoi colleghi lo informano che vi è stato uno scontro tra clan mafiosi e che in questo è morto il ragazzo che lo aveva contattato ieri, Shingo.